# Тутлинген (район)
Тутлинген (нем. Tuttlingen) — район в Германии. Центр района — город Тутлинген. Район входит в землю Баден-Вюртемберг. Подчинён административному округу Фрайбург. Занимает площадь 734,35 км². Население — 135 289 чел. Плотность населения — 184 человека/км².
Официальный код района — 08 3 27.
Район подразделяется на 35 общин.

## Города и общины

### Города
1. Фридинген-на-Дунае (3 291)
2. Гайзинген (6 119)
3. Мюльхайм-на-Дунае (3 504)
4. Шпайхинген (12 409)
5. Троссинген (15 072)
6. Тутлинген (34 960)

### Общины
1. Альдинген (7 551)
2. Бальгхайм (993)
3. Беренталь (422)
4. Бёттинген (1 507)
5. Бубсхайм (1 145)
6. Бухгайм (634)
7. Дайлинген (1 698)
8. Денкинген (2 564)
9. Дюрбхайм (1 689)
10. Дурхгаузен (859)
11. Эгесхайм (633)
12. Эмминген-Липтинген (4 559)
13. Фритлинген (2 098)
14. Госхайм (3 882)
15. Гуннинген (715)
16. Хаузен-об-Ферена (741)
17. Иммендинген (5 891)
18. Ирндорф (780)
19. Кольбинген (1 323)
20. Кёнигсхайм (553)
21. Мальштеттен (735)
22. Нойхаузен-об-Эк (3 844)
23. Райхенбах-ам-Хойберг (556)
24. Ренквисхаузен (752)
25. Ритайм-Вайльхайм (2 645)
26. Зайтинген-Оберфлахт (2 309)
27. Тальхайм (1 223)
28. Вехинген (3 699)
29. Вурмлинген (3 839)